# Centre de gestion des déplacements
Pour les articles homonymes, voir CGD.
 (février 2025).
 (février 2025).
Si vous disposez d'ouvrages ou d'articles de référence ou si vous connaissez des sites web de qualité traitant du thème abordé ici, merci de compléter l'article en donnant les références utiles à sa vérifiabilité et en les liant à la section « Notes et références ».
Au Québec, un Centre de gestion des déplacements est un organisme qui offre de l’expertise-conseil en transport durable, un ensemble d’outils et des services pour encourager l’utilisation d’alternatives à l’automobile-solo. Leurs solutions pour les employeurs, promoteurs et décideurs municipaux permettent la mise en place de programmes pour la réduction de l'utilisation de l'automobile-solo dans les déplacements domicile-travail et les déplacements d'affaires ainsi que l'amélioration du bilan environnemental des organisations.

## Solutions
Les solutions en gestion de la demande vise à sensibiliser les individus à l'adoption de comportements durables, qui prennent acte des impacts négatifs de l'automobile, tout en étant bénéfiques à chacun, selon leurs habitudes de déplacements. Il est alors question de:
- Covoiturage
- Incitatifs aux transports en commun
- Promotion des transports actifs (marche, vélo)
- Politiques de déplacements d'affaires
- Gestion des stationnements
- Télétravail

## Liste des CGD
En 2010, les CGD ont formé une association, l'ACGDQ. Celle-ci "assure, dans une perspective de développement durable, l’avancement et la promotion du transport durable, de la mobilité durable et de leurs expertises". Les CGD du Québec sont répartis selon les territoires d'intervention. Les territoires non précisés sont couverts par le CGD le plus près.
Voyagez Futé : Centre-ville de Montréal et arrondissements périphériques, Longueuil
Mobiligo : Arrondissements montréalais : Côte-des-Neiges, Nôtre-Dame-de-Grâce, Villeray-St-Michel-Parc-Extension, Rosemeont-Petite-Patrie, Partie est de l'île de Montréal
CGD DESTL : Ville de St-Laurent, Partie ouest de l'île de Montréal
CADUS : Saguenay-Lac-St-Jean
Mobili.T : Capitale nationale (Québec)
Roulons VERT : Mauricie et Centre-du-Québec (Trois-Rivières)

## Contexte historique et objectif
L'action des CGD en gestion de la demande en transport (Transportation demand management) s'inscrit dans le cadre de politiques financées par les gouvernements pour encourager la réduction de la congestion routière et améliorer les stratégies de développement durable.
L'objectif de réduction de la congestion routière et des déplacements automobiles solo s'appuie sur un constat d'impacts négatifs de l'automobile sur l'économie, la santé et l'environnement.
Par exemple, sur le  plan de la qualité de vie, le secteur du transport est, au Québec, la première source de pollution : il génère 40 % de l’ensemble des gaz à effet de serre, ce qui en fait une cible prioritaire d’action. 
Pour la région métropolitaine de Montréal, le parc automobile est estimé en 2008 à 1 789 000 véhicules, en hausse de 10,5 % par rapport à 2003, soit 2,1 % par année en moyenne. 
En 2008, les résidents de la région métropolitaine effectuaient 1 982 000 déplacements motorisés (auto, moto, transports en commun) en heure de pointe du matin, dont 71 % s’effectuaient en voiture. Une bonne partie de ces déplacements se font par des personnes qui se déplacent seules en voiture car on évalue à environ 1,22 le nombre moyen d’occupant par voiture qui circule sur le réseau autoroutier.  